# Juranville
Juranville é uma comuna francesa na região administrativa do Centro, no departamento Loiret. Estende-se por uma área de 15,54 km². Em 2010 a comuna tinha 439 habitantes (densidade: 28,2 hab./km²).